# Thể thao điện tử tại Đại hội Thể thao châu Á 2018 - Giải đấu Liên Minh Huyền Thoại
Thể thao điện tử Liên Minh Huyền Thoại tại Đại hội Thể thao châu Á 2018 sẽ là một nội dung thi đấu biểu diễn được tranh tài từ ngày 27 tháng 8 năm 2018 đến ngày 29 tháng 8 năm 2018. Đây là lần đầu tiên bộ môn Liên Minh Huyền Thoại được đưa vào thi đấu chính thức tại 1 sự kiện thể thao đa môn.

## Các đội tham dự
| STT | Đội tuyển         |
| 1   | Ả Rập Xê Út       |
| 2   | Đài Bắc Trung Hoa |
| 3   | Hàn Quốc          |
| 4   | Indonesia         |
| 5   | Kazakhstan        |
| 6   | Pakistan          |
| 7   | Trung Quốc        |
| 8   | Việt Nam          |

## Danh sách tuyển thủ
| Ả Rập Xê Út \| Đài Bắc Trung Hoa \| Hàn Quốc \| Indonesia \| Kazakhstan \| Pakistan \| Trung Quốc \| Việt Nam |

### Ả Rập Xê Út
| Vai trò         | Thi đấu chính                     |                                   | Dự bị                             |
| Đường trên      | Hamza "Wickychi" Wazzan           |                                   |                                   |
| Đi rừng         | Ajwad "Ajwad" Wazzan              |                                   |                                   |
| Đường giữa      | Maan "Fear" Arshad                |                                   |                                   |
| Đường dưới      | Nawaf "Mimic" Al-Salem            |                                   |                                   |
| Hỗ trợ          | Meshal "Mishal" Albarrak          |                                   |                                   |
|                 |                                   |                                   |                                   |
| Huấn luyện viên | Konrad "KonDziSan" Andrzej Sopata | Konrad "KonDziSan" Andrzej Sopata | Konrad "KonDziSan" Andrzej Sopata |

### Đài Bắc Trung Hoa
| Vai trò         | Thi đấu chính                     |                                   | Dự bị                            |
| Đường trên      | Hsieh "PK" Yu-Ting (謝宇庭)       |                                   |                                  |
| Đi rừng         | Wang "baybay" You-Chun (王佑軍)   | Chen "Morning" Kuan-Ting (陳冠廷) |                                  |
| Đường giữa      | Huang "Maple" Yi-Tang (黃熠棠)    |                                   |                                  |
| Đường dưới      | Lu "Betty" Yu-Hung (盧禹宏)       |                                   |                                  |
| Hỗ trợ          | Hu "SwordArt" Shuo-Chieh (胡碩傑) |                                   |                                  |
|                 |                                   |                                   |                                  |
| Huấn luyện viên | Chen "WarHorse" Ju-Chih (陳如治)  | Chen "WarHorse" Ju-Chih (陳如治)  | Chen "WarHorse" Ju-Chih (陳如治) |

### Hàn Quốc
| Vai trò         | Thi đấu chính                                              |                                                            | Dự bị                                                      |
| Đường trên      | Kim "Kiin" Gi-In (김기인)                                  |                                                            |                                                            |
| Đi rừng         | Han "Peanut" Wang-Ho (한왕호)                              | Go "Score" Dong-Bin (고동빈)                               |                                                            |
| Đường giữa      | Lee "Faker" Sang-Hyeok (이상혁)                            |                                                            |                                                            |
| Đường dưới      | Park "Ruler" Jae-Hyuk (박재혁)                             |                                                            |                                                            |
| Hỗ trợ          | Jo "CoreJJ" Yong-In (조용인)                               |                                                            |                                                            |
|                 |                                                            |                                                            |                                                            |
| Huấn luyện viên | Choi "Edgar" Woo-Beom (최우범) Lee "Zefa" Jae-Min (이재민) | Choi "Edgar" Woo-Beom (최우범) Lee "Zefa" Jae-Min (이재민) | Choi "Edgar" Woo-Beom (최우범) Lee "Zefa" Jae-Min (이재민) |

### Indonesia
| Vai trò         | Thi đấu chính                  |                                | Dự bị                         |
| Đường trên      | Malik "FakeFriends" Abdul Aziz |                                |                               |
| Đi rừng         | Felix "Fong" Chandra           | Ericko "Soapking" Timotius Lim |                               |
| Đường giữa      | Ruly "Whynuts" Sandra Sutanto  |                                |                               |
| Đường dưới      | Peter "AirLiur" Tjahjadi       |                                |                               |
| Hỗ trợ          | Gerry "Potato" Arisena         |                                |                               |
|                 |                                |                                |                               |
| Huấn luyện viên | Bayu "Cruzher" Putera Sentosa  | Bayu "Cruzher" Putera Sentosa  | Bayu "Cruzher" Putera Sentosa |

### Kazakhstan
| Vai trò         | Thi đấu chính |             | Dự bị |
| Đường trên      | "BulaXOXO"    |             |       |
| Đi rừng         | "Synns"       |             |       |
| Đường giữa      | "Crayon"      |             |       |
| Đường dưới      | "Saint"       | "Fakelover" |       |
| Hỗ trợ          | "Milky"       |             |       |
|                 |               |             |       |
| Huấn luyện viên |               |             |       |

### Pakistan
| Vai trò         | Thi đấu chính                                                |                                                              | Dự bị                                                        |
| Đường trên      | Adnan "Yasuga Kazama" Umer (عدنان عمر)                       |                                                              |                                                              |
| Đi rừng         | Jarrar "Deep Vision" Amjad (جارر امجد)                       |                                                              |                                                              |
| Đường giữa      | Hamza "ToxicAndUgly" Haroon (حمزه ہارون)                     |                                                              |                                                              |
| Đường dưới      | "Jisatsu Carry"                                              |                                                              |                                                              |
| Hỗ trợ          | Syed "Zen San" Abdul Rehman (سید عبدالرحمان)                 | "Neo Fujin"                                                  |                                                              |
|                 |                                                              |                                                              |                                                              |
| Huấn luyện viên | Hassan "Flux" Abdullah (حسن عبداللہ) Ilias "Rai" Pajoheshfar | Hassan "Flux" Abdullah (حسن عبداللہ) Ilias "Rai" Pajoheshfar | Hassan "Flux" Abdullah (حسن عبداللہ) Ilias "Rai" Pajoheshfar |

### Trung Quốc
| Vai trò         | Thi đấu chính               |                              | Dự bị                  |
| Đường trên      | Yan "Letme" Jun-Ze (严君泽) |                              |                        |
| Đi rừng         | Liu "Mlxg" Shi-Yu (刘世宇)  |                              |                        |
| Đường giữa      | Su "xiye" Han-Wei (苏汉伟)  |                              |                        |
| Đường dưới      | Jian "Uzi" Zi-Hao (简自豪)  |                              |                        |
| Hỗ trợ          | Tian "Meiko" Ye (田野)      | Shi "Ming" Sen-Ming (史森明) |                        |
|                 |                             |                              |                        |
| Huấn luyện viên | Ji "Aaron" Xing (姬星)      | Ji "Aaron" Xing (姬星)       | Ji "Aaron" Xing (姬星) |

### Việt Nam
| Vai trò         | Thi đấu chính               |                         | Dự bị                   |
| Đường trên      | Phan "Stark" Công Minh      |                         |                         |
| Đi rừng         | Nguyễn "Yijin" Lê Hải Đăng  |                         |                         |
| Đường giữa      | Đoàn "Warzone" Văn Ngọc Sơn |                         |                         |
| Đường dưới      | Nguyễn "Slay" Ngọc Hùng     |                         |                         |
| Hỗ trợ          | Lê "RonOP" Thiên Hàn        |                         |                         |
|                 |                             |                         |                         |
| Huấn luyện viên | Ngô "Violet" Mạnh Quyền     | Ngô "Violet" Mạnh Quyền | Ngô "Violet" Mạnh Quyền |

## Vòng bảng
8 đội tuyển sẽ được chia thành 2 bảng, mỗi bảng có 4 đội. 2 đội có thành tích tốt nhất của 2 bảng sẽ giành quyền vào vòng loại trực tiếp.
- Địa điểm: BritAma Arena, Jakarta, Indonesia
- Thời gian: 27/08-28/08.
- Thể thức thi đấu:
  - 2 bảng sẽ thi đấu vòng tròn tính điểm 2 lượt, tất cả các trận đấu đều là BO1 (Best Of One - Thắng trước 1 trận).
  - Nếu các đội có cùng hệ số Thắng-Thua và kết quả đối đầu, họ sẽ thi đấu thêm trận tie-break để phân vị trí trong bảng.
  - 2 đội đầu bảng sẽ đi tiếp vào vòng loại trực tiếp, các đội còn lại của bảng sẽ bị loại (áp dụng cho tất cả các bảng).

#### Bảng A
| A | Đội        | ID  |       | T     | B    | Tỉ lệ   |  | Kết quả |
| 1 | Hàn Quốc   | KOR | 6 - 0 | 6 - 0 | 100% | Bán kết |  |         |
| 2 | Trung Quốc | CHN | 4 - 2 | 4 - 2 | 67%  | Bán kết |  |         |
| 3 | Việt Nam   | VIE | 2 - 4 | 2 - 4 | 33%  | Bị loại |  |         |
| 4 | Kazakhstan | KAZ | 0 - 6 | 0 - 6 | 0%   | Bị loại |  |         |

| Lượt | Đội xanh | vs | vs | Đội đỏ |
| ---- | -------- | -- | -- | ------ |
| Đi   | KAZ      | ✗  | ✓  | CHN    |
| Đi   | KOR      | ✓  | ✗  | VIE    |
| Đi   | KOR      | ✓  | ✗  | CHN    |
| Đi   | KAZ      | ✗  | ✓  | VIE    |
| Đi   | VIE      | ✗  | ✓  | CHN    |
| Đi   | KAZ      | ✗  | ✓  | KOR    |
|      |          |    |    |        |
| Về   | KOR      | ✓  | ✗  | KAZ    |
| Về   | CHN      | ✓  | ✗  | VIE    |
| Về   | VIE      | ✗  | ✓  | KOR    |
| Về   | CHN      | ✓  | ✗  | KAZ    |
| Về   | CHN      | ✗  | ✓  | KOR    |
| Về   | VIE      | ✓  | ✗  | KAZ    |

#### Bảng B
| B | Đội               | ID  |       | T     | B    | Tỉ lệ   |  | Kết quả |
| 1 | Đài Bắc Trung Hoa | TPE | 6 - 0 | 6 - 0 | 100% | Bán kết |  |         |
| 2 | Ả Rập Xê Út       | KSA | 4 - 2 | 4 - 2 | 67%  | Bán kết |  |         |
| 3 | Pakistan          | PAK | 2 - 4 | 2 - 4 | 33%  | Bị loại |  |         |
| 4 | Indonesia         | INA | 0 - 6 | 0 - 6 | 0%   | Bị loại |  |         |

| Lượt | Đội xanh | vs | vs | Đội đỏ |
| ---- | -------- | -- | -- | ------ |
| Đi   | INA      | ✗  | ✓  | KSA    |
| Đi   | TPE      | ✓  | ✗  | PAK    |
| Đi   | TPE      | ✓  | ✗  | INA    |
| Đi   | PAK      | ✗  | ✓  | KSA    |
| Đi   | TPE      | ✓  | ✗  | KSA    |
| Đi   | PAK      | ✓  | ✗  | INA    |
|      |          |    |    |        |
| Về   | PAK      | ✗  | ✓  | TPE    |
| Về   | KSA      | ✓  | ✗  | INA    |
| Về   | INA      | ✗  | ✓  | TPE    |
| Về   | KSA      | ✓  | ✗  | PAK    |
| Về   | KSA      | ✗  | ✓  | TPE    |
| Về   | INA      | ✗  | ✓  | PAK    |

## Vòng loại trực tiếp
- Thể thức thi đấu:
  - Các trận đấu Bán Kết sẽ đấu theo thể thức là Loại trực tiếp & BO3 (Best Of Three - Thắng trước 2/3 trận), còn Chung Kết và Tranh hạng 3 sẽ đấu theo thể thức là Loại trực tiếp & BO5 (Best Of Five - Thắng trước 3/5 trận).

|  | Bán kết | Bán kết           | Bán kết |            |     | Chung kết    | Chung kết         | Chung kết    |  |
|  |         |                   |         |            |     |              |                   |              |  |
|  | KOR     | Hàn Quốc          | 2       |            |     |              |                   |              |  |
|  | KOR     | Hàn Quốc          | 2       |            |     |              |                   |              |  |
|  | KSA     | Ả Rập Xê Út       | 0       |            |     |              |                   |              |  |
|  | KSA     | Ả Rập Xê Út       | 0       |            | KOR | Hàn Quốc     | 1                 |              |  |
|  |         |                   |         |            | KOR | Hàn Quốc     | 1                 |              |  |
|  |         |                   | CHN     | Trung Quốc | 3   |              |                   |              |  |
|  | TPE     | Đài Bắc Trung Hoa | CHN     | Trung Quốc | 3   | 1            |                   |              |  |
|  | TPE     | Đài Bắc Trung Hoa |         |            |     | 1            |                   |              |  |
|  | CHN     | Trung Quốc        | 2       |            |     | Tranh hạng 3 | Tranh hạng 3      | Tranh hạng 3 |  |
|  | CHN     | Trung Quốc        | 2       |            |     |              |                   |              |  |
|  |         |                   |         |            |     |              |                   |              |  |
|  |         |                   |         |            |     | KSA          | Ả Rập Xê Út       | 1            |  |
|  |         |                   |         |            |     | KSA          | Ả Rập Xê Út       | 1            |  |
|  |         |                   |         |            |     | TPE          | Đài Bắc Trung Hoa | 3            |  |

### Bán kết
- Địa điểm: BritAma Arena, Jakarta, Indonesia.
- Đội chiến thắng sẽ tiến vào Chung Kết, đội thua sẽ tiến vào Tranh hạng 3.

#### Bán kết 1
- Thời gian: 28 tháng 08 năm 2018

| BO3 | Hàn Quốc | 2 | 0 | Ả Rập Xê Út |
|     |          |   |   |             |
| 1   | ✓        | ✓ | ✗ | ✗           |
| 2   | ✓        | ✓ | ✗ | ✗           |
| 3   |          |   |   |             |

#### Bán kết 2
- Thời gian: 28 tháng 08 năm 2018

| BO3 | Đài Bắc Trung Hoa | 1 | 2 | Trung Quốc |
|     |                   |   |   |            |
| 1   | ✓                 | ✓ | ✗ | ✗          |
| 2   | ✗                 | ✗ | ✓ | ✓          |
| 3   | ✗                 | ✗ | ✓ | ✓          |

### Tranh hạng 3
- Địa điểm: BritAma Arena, Jakarta, Indonesia.
- Thời gian: 29 tháng 08 năm 2018

| BO5 | Ả Rập Xê Út | 1 | 3 | Đài Bắc Trung Hoa |
|     |             |   |   |                   |
| 1   | ✓           | ✓ | ✗ | ✗                 |
| 2   | ✗           | ✗ | ✓ | ✓                 |
| 3   | ✗           | ✗ | ✓ | ✓                 |
| 4   | ✗           | ✗ | ✓ | ✓                 |
| 5   |             |   |   |                   |

### Chung kết
- Địa điểm: BritAma Arena, Jakarta, Indonesia.
- Thời gian: 29 tháng 08 năm 2018

| BO5 | Hàn Quốc | 1 | 3 | Trung Quốc |
|     |          |   |   |            |
| 1   | ✗        | ✗ | ✓ | ✓          |
| 2   | ✓        | ✓ | ✗ | ✗          |
| 3   | ✗        | ✗ | ✓ | ✓          |
| 4   | ✗        | ✗ | ✓ | ✓          |
| 5   |          |   |   |            |

## Thứ hạng chung cuộc
| Thứ hạng  | Đội tuyển         |
| Quán quân | Trung Quốc        |
| Á quân    | Hàn Quốc          |
| 3         | Đài Bắc Trung Hoa |
| 4         | Ả Rập Xê Út       |
| 5         | Việt Nam          |
| 6         | Kazakhstan        |
| 7         | Pakistan          |
| 8         | Indonesia         |